# Strings of My Heart
Strings of My Heart, znany także w chorwackiej wersji językowej jako Strune ljubavi (pol. Struny mego serca) – singiel chorwackiej piosenkarki Ivany „Vanny” Ranilović napisany przez Vjekoslavę i Tonciego Huljiciów oraz wydany na pierwszej płycie koncertowej artystki zatytułowanej U Lisinskom z 2001 roku
W marcu 2001 roku chorwackojęzyczna wersja utworu („Strune ljubavi”) wygrała finał krajowych eliminacji eurowizyjnych po zdobyciu największego poparcia jurorów i telewidzów, dzięki czemu została propozycją reprezentującą Chorwację w 46. Konkursie Piosenki Eurowizji organizowanym w Kopenhadze. 12 maja Vanna zaprezentowała anglojęzyczną wersję numeru („Strings of My Heart”) jako dziesiątą w kolejności w finale widowiska i zajęła w nim ostatecznie 10. miejsce z 42 punktami na koncie.

## Lista utworów
CD single
1. „Strings of My Heart” – 3:00
2. „Strings of My Heart” (Instrumental) – 3:00